# Segítség, felnőttem!
A Segítség, felnőttem! (eredeti cím: Big) 1988-ban bemutatott amerikai fantasy- filmvígjáték, melynek rendezője Penny Marshall, forgatókönyvírója Gary Ross és Anne Spielberg. A főszerepben Tom Hanks, Elizabeth Perkins, David Moscow, John Heard és Robert Loggia látható, a Gracie Films gyártotta és a 20th Century Studios forgalmazta.
Megjelenésekor a Segítség, felnőttem! számos elismerést kapott a kritikusoktól, különösen Hanks alakítása miatt. A film hatalmas kereskedelmi sikert aratott, világszerte 151 millió dolláros bevételt hozott a 18 millió dolláros gyártási költségvetésével szemben. Kulcsszerepet játszott Hanks karrierjében is, megalapozva a színész anyagi és kritikai sikereit. A filmet Oscar-díjra jelölték a legjobb férfi főszereplő (Hanks) és a legjobb eredeti forgatókönyv kategóriában.
Egy tizenéves fiú azt kívánja, hogy nagyra nőjön, másnap reggel arra ébred, hogy rejtélyes módon egy felnőtt testében találja magát.

## Cselekmény
A tizenkét éves Josh Baskin, aki szüleivel és kis húgával, Rachellel él a New Jersey állambeli Cliffside Parkban, azt hallja, hogy túl alacsony a Super Loops nevű karneváli menethez, miközben megpróbál lenyűgözni egy idősebb lányt, Cynthia Bensont. Bedob egy érmét a Zoltar nevű szokatlan antik játéktermi jósgépbe, és azt kívánja, hogy „nagy” legyen. A gép kidob egy kártyát, amelyen az áll: „A kívánságod teljesült”, de Josh nem érez semmi változást és észreveszi, hogy a gép egész idő alatt ki volt húzva a konnektorból.
Másnap reggel Josh hirtelen felnőtté vált; kiderül, hogy a Zoltar gép valóra váltotta a kívánságát. Megpróbálja újból megtalálni a gépet, de ugyanott csak egy üres mezőt talál, a karnevál ugyanis továbbállt.
Hazatérve megpróbálja elmagyarázni helyzetét az anyjának, aki nem hajlandó meghallgatni, és megfenyegeti, mert azt hiszi, hogy egy idegen elrabolta a fiát. Az anyja elől menekülve megtalálja legjobb barátját, Billyt, és egy csak kettejük által ismert rapszódia eléneklésével meggyőzi őt a kilétéről. Billy segítségével megtudja, hogy legalább hat hétbe telik, mire újra megtalálja a Zoltar-gépet, ezért Josh kibérel egy lepukkant szobát New Yorkban, és adatrögzítőként állást kap a MacMillan játékgyárban.
Josh a FAO Schwarzban találkozik a cég tulajdonosával, MacMillan úrral, és lenyűgözi őt az aktuális játékokról alkotott elképzeléseivel és gyermeki lelkesedésével. Duettet játszanak a Walking Piano (lábbal működtetett elektronikus billentyűzet) hangszerén, előadva a „Heart and Soul” és a „Chopsticks” című dalokat.
MacMillan meghívja Josh-t egy nagyszabású marketingkampányt bemutató megbeszélésre a felső vezetőkkel. A játéktól elbizonytalanodva Josht sokkolja a helyzet és megdöbbenti a vezetőket azzal az egyszerű kijelentéssel, hogy „a játék nem szórakoztató”, és bár az ezt követő javaslatai új ötletekre sarkallják a csapatot, kivívja Paul Davenport, a pitch vezetőjének ellenségeskedését.
MacMillan úr elégedetten előlépteti Josht álmai állásába: a termékfejlesztésért felelős alelnökként játékokat tesztelhet. Az előléptetéssel együtt nagyobb fizetése lehetővé teszi számára, hogy egy tágas luxuslakásba költözzön, amelyet Billyvel együtt játékokkal, egy manipulált Pepsi-automatával, amely ingyen italokat osztogat, és egy flipperrel töltenek meg. Hamarosan felfigyel rá Susan Lawrence, a MacMillan egyik munkatársa. Románc kezd kialakulni, a lány kegyetlen korábbi barátja és munkatársa, Davenport legnagyobb bánatára. Josh egyre inkább belekeveredik a „felnőtt” életébe azzal, hogy időt tölt vele, elvegyül a barátaival, és állandó kapcsolatban él. Ötletei értékes eszközökké válnak a MacMillan Toys számára; azonban kezdi elfelejteni, milyen is volt gyereknek lenni, és feszített időbeosztása miatt most már soha nem jut ideje arra, hogy Billyvel lógjon.
MacMillan megkéri Josh-t, hogy tegyen javaslatokat egy új játékcsaládra. A férfit megijeszti, hogy meg kell fogalmaznia a javaslat üzleti vonatkozásait, de Susan azt mondja, hogy ő majd az üzleti részével foglalkozik, míg ő az ötletekkel áll elő. Ennek ellenére a férfi nyomást érez, és visszavágyik a régi életébe. Amikor kétségeit fejezi ki Susannek, és megpróbálja megmagyarázni, hogy ő valójában gyerek, a nő ezt úgy értelmezi, hogy a férfi fél az elköteleződéstől, és elutasítja a magyarázatát.
Josh megtudja Billytől, hogy a Zoltar-gép most a Sea Point Parkban van. Éppen akkor távozik, amikor MacMillannek és a többi vezetőnek bemutatja az ajánlatot. Susan is elmegy, és találkozik Billyvel, aki elmondja neki, hová ment Josh. A parkban Josh megtalálja a gépet, kihúzza a dugót, és azt kívánja, hogy „újra gyerek lehessen”. Ekkor szembesül Susannal, aki a gépet és az általa kapott szerencsét látva rájön, hogy igazat mondott. Elkeseredik, amikor rájön, hogy kapcsolatuk véget ér. Elmondja neki, hogy ő az egyetlen dolog a felnőtt életében, amiről azt kívánja, bárcsak ne érne véget, és azt javasolja neki, hogy a gép segítségével kívánja magát fiatalabbnak. A nő visszautasítja, mondván, hogy elég volt egyszer gyermeknek lenni, és hazaviszi a férfit.
Miután érzelmes búcsút vesz Susantól, Josh újra gyerekké válik, mielőtt újra találkozik a családjával. A film végén Josh és Billy együtt lógnak, miközben a „Heart and Soul” című dal - az a verzió, amelyet Josh és Mr. MacMillan a film korábbi részében a játékboltban játszott - szól a stáblista felett.

## Szereplők
| Szerep                | Színész           | Magyar hang      |
| --------------------- | ----------------- | ---------------- |
| Joshua "Josh" Baskin  | Tom Hanks         | Rátóti Zoltán    |
| Josh fiatalon         | David Moscow      | Fogarasi Gergely |
| Susan Lawrence        | Elizabeth Perkins | Kiss Erika       |
| Mr. MacMillan         | Robert Loggia     | Rajhona Ádám     |
| Paul Davenport        | John Heard        | Szombathy Gyula  |
| Billy Francis Kopecki | Jared Rushton     | Minárovits Péter |
| Scotty Brennen        | Jon Lovitz        | Incze József     |
| Mrs. Baskin           | Mercedes Ruehl    | Kiss Mari        |
| Mr. Baskin            | Josh Clark        | N/A              |
| Miss Patterson        | Debra Jo Rupp     | N/A              |
| Skizofrén             | Paul Herman       | N/A              |

## A film készítése
Eredetileg Steven Spielberg rendezte volna a filmet, és Harrison Fordot szerette volna Josh szerepére, de Spielberg visszalépett, amikor megszületett a fia, Max. Kevin Costner, Warren Beatty és Dennis Quaid is ajánlatokat kapott Josh szerepére, de mindannyian visszautasították. Albert Brooksnak is felajánlották a szerepet, de ő is visszautasította, mivel nem akart gyereket alakítani. John Travolta viszont szerette volna eljátszani Josh-t, de a stúdió nem volt hajlandó őt szerepeltetni. Sean Penn szóba került Josh szerepére, de Marshall túl fiatalnak ítélte, Gary Busey pedig meghallgatáson volt, de Marshall szerint nem tudott úgy szerepelni, mint egy felnőtt. Robert De Niro eredetileg főszerepet játszott volna Elizabeth Perkins mellett. Később " ütemezési konfliktusok" miatt visszalépett, és helyére Tom Hanks került.

## Fogadtatás

### Bevételi adatok
A film az első hétvégén 8,2 millió dollárral a második helyen nyitott. Végül több mint 151 millió dolláros bevételt hozott (116 millió dollárt az Egyesült Államokban és 36 millió dollárt nemzetközi szinten). Ez volt az első női rendezésű játékfilm, amelynek bevétele meghaladta a 100 millió dollárt.

### Díjak és jelölések
| Díj              | Kategória                                                                 | Átvevő(k)                   | Eredmény |
| ---------------- | ------------------------------------------------------------------------- | --------------------------- | -------- |
| Oscar-díj        | Oscar-díj a legjobb férfi főszereplőnek                                   | Tom Hanks                   | Jelölve  |
| Oscar-díj        | Oscar-díj a legjobb eredeti forgatókönyvnek                               | Gary Ross és Anne Spielberg | Jelölve  |
| Golden Globe-díj | Golden Globe-díj a legjobb film - musical vagy vígjáték kategóriában      | N/A                         | Jelölve  |
| Golden Globe-díj | Golden Globe-díj a legjobb férfi főszereplőnek – zenés film vagy vígjáték | Tom Hanks                   | Elnyerte |

## Fordítás
- Ez a szócikk részben vagy egészben  a   Big (film) című angol Wikipédia-szócikk fordításán alapul.  Az eredeti cikk szerkesztőit annak laptörténete sorolja fel. Ez a jelzés csupán a megfogalmazás eredetét és a szerzői jogokat jelzi, nem szolgál a cikkben szereplő információk forrásmegjelöléseként.